# Mitchell Donald
Mitchell Donald, né le 10 décembre 1988 à Amsterdam (Pays-Bas), est un footballeur international surinamien, qui évolue au poste de milieu de terrain au Yeni Malatyaspor.

## Palmarès
- Championnat de Serbie : 2016 et 2018